# Гуляев, Анатолий Иванович
Анатолий Иванович Гуляев (19 ноября 1920, Каширский уезд, Тульская губерния — 15 февраля 1977, Москва) — старший сержант Рабоче-крестьянской Красной Армии, участник Великой Отечественной войны, Герой Советского Союза (1944).

## Биография
Анатолий Гуляев родился 19 ноября 1920 года в деревне Людечня в семье крестьянина. После окончания неполной средней школы работал в колхозе, затем механизатором в Мартемьяновской машинно-тракторной станции. В 1941 году Гуляев был призван на службу в Рабоче-крестьянскую Красную Армию. С июня того же года — на фронтах Великой Отечественной войны. К июню 1944 года гвардии старший сержант Анатолий Гуляев был помощником командира стрелкового взвода 196-го гвардейского стрелкового полка 67-й гвардейской стрелковой дивизии 6-й гвардейской армии 1-го Прибалтийского фронта. Отличился во время освобождения Витебской области Белорусской ССР.
23 июня 1944 года в бою в районе деревни Сиротино Шумилинского района, когда выбыл из строя командир взвода, Гуляев принял командование на себя. Взвод Гуляева перерезал железную дорогу Витебск-Полоцк и одним из первых переправился через Западную Двину. В боях на плацдарме на западном берегу реки Гуляев получил тяжёлое ранение, но поля боя не покинул, продолжая руководить действиями взвода.
Указом Президиума Верховного Совета СССР от 22 июля 1944 года за «образцовое выполнение боевых заданий командования на фронте борьбы с немецкими захватчиками и проявленные при этом мужество и героизм» гвардии старший сержант Анатолий Гуляев был удостоен высокого звания Героя Советского Союза с вручением ордена Ленина и медали «Золотая Звезда» за номером 5001.
После окончания войны Гуляев был демобилизован. Проживал и работал в Москве. Умер 15 февраля 1977 года, похоронен на Даниловском кладбище Москвы.
Был также награждён орденами Красного Знамени и Отечественной войны 2-й степени, а также рядом медалей.